# Cerebratulus fuscus
Cerebratulus fuscus är en djurart som tillhör fylumet slemmaskar, och som först beskrevs av William Carmichael McIntosh 1874. Enligt Catalogue of Life ingår Cerebratulus fuscus i släktet fläsknemertiner och familjen Cerebratulidae, men enligt Dyntaxa är tillhörigheten istället släktet fläsknemertiner, och ordningen Heteronemertea. Det är osäkert om arten förekommer i Sverige. Inga underarter finns listade i Catalogue of Life.